# Hamilton megye (Tennessee)
Hamilton megye az Amerikai Egyesült Államokban, Tennessee államban található. Megyeszékhelye és legnagyobb városa Chattanooga. Lakosainak száma 366 207 fő (2020. április 1.). Hamilton megye Sequatchie, Catoosa, Walker, Bledsoe, Rhea, Bradley, Whitfield, Dade, Marion és Meigs megyékkel határos.

## Népesség
A megye népességének változása:
| Lakosok száma | 337 207 | 340 748 | 345 580 | 348 673 | 354 098 | 366 207 |
|               | 2010    | 2011    | 2012    | 2013    | 2015    | 2020    |